# Manchester (gmina w Vermont)
Manchester – gmina (town) w Stanach Zjednoczonych, w stanie Vermont, w hrabstwie Bennington. W jej granicach znajdują się wieś Manchester oraz jednostka osadnicza Manchester Center.